# Campionati europei di pattinaggio di figura 2025 - Coppie
La gara delle coppie ai campionati europei di pattinaggio di figura 2025 si è svolta dal 29 al 30 gennaio 2025 alla Tondiraba Ice Hall di Tallinn in Estonia.

## Risultati
| Rank | Atleta                                   | Nazione     | Totale | SP | SP    | FS                                  | FS                                  |
| ---- | ---------------------------------------- | ----------- | ------ | -- | ----- | ----------------------------------- | ----------------------------------- |
| 1    | Minerva Fabienne Hase Nikita Volodin     | Germania    | 212.48 | 1  | 71.59 | 1                                   | 140.89                              |
| 2    | Sara Conti Niccolò Macii                 | Italia      | 206.89 | 2  | 68.52 | 2                                   | 138.37                              |
| 3    | Anastasiia Metelkina Luka Berulava       | Georgia     | 191.88 | 9  | 57.03 | 3                                   | 134.85                              |
| 4    | Maria Pavlova Alexei Sviatchenko         | Ungheria    | 191.44 | 3  | 65.88 | 4                                   | 125.56                              |
| 5    | Anastasia Vaipan-Law Luke Digby          | Regno Unito | 183.76 | 4  | 64.83 | 6                                   | 118.93                              |
| 6    | Rebecca Ghilardi Filippo Ambrosini       | Italia      | 180.86 | 6  | 60.95 | 5                                   | 119.91                              |
| 7    | Ioulia Chtchetinina Michał Woźniak       | Polonia     | 177.86 | 7  | 60.31 | 7                                   | 117.55                              |
| 8    | Annika Hocke Robert Kunkel               | Germania    | 176.55 | 5  | 62.68 | 8                                   | 113.87                              |
| 9    | Camille Kovalev Pavel Kovalev            | Francia     | 167.63 | 8  | 57.13 | 9                                   | 110.50                              |
| 10   | Daria Danilova Michel Tsiba              | Paesi Bassi | 166.84 | 11 | 56.52 | 10                                  | 110.32                              |
| 11   | Sofiia Holichenko Artem Darenskyi        | Ucraina     | 164.95 | 10 | 56.73 | 11                                  | 108.22                              |
| 12   | Letizia Roscher Luis Schuster            | Germania    | 158.15 | 12 | 55.18 | 13                                  | 102.97                              |
| 13   | Oxana Vouillamoz Tom Bouvart             | Svizzera    | 157.61 | 13 | 54.62 | 12                                  | 102.99                              |
| 14   | Milania Väänänen Filippo Clerici         | Finlandia   | 151.92 | 16 | 51.68 | 14                                  | 100.24                              |
| 15   | Irma Caldara Riccardo Maglio             | Italia      | 150.53 | 14 | 53.75 | 15                                  | 96.78                               |
| 16   | Sophia Schaller Livio Mayr               | Austria     | 142.31 | 15 | 52.11 | 16                                  | 90.20                               |
| 17   | Greta Crafoord John Crafoord             | Svezia      | 49.14  | 17 | 49.14 | Non qualificati al programma libero | Non qualificati al programma libero |
| 18   | Júlía Sylvía Gunnarsdóttir Manuel Piazza | Islanda     | 48.58  | 18 | 48.58 | Non qualificati al programma libero | Non qualificati al programma libero |